# Essisus
Essisus is een kevergeslacht uit de familie van de boktorren (Cerambycidae). De wetenschappelijke naam van het geslacht werd voor het eerst geldig gepubliceerd in 1866 door Pascoe.

## Soorten
Essisus omvat de volgende soorten:
- Essisus dispar Pascoe, 1866
- Essisus vivesi Breuning, 1978